# Фрай-джек
Фрай джек — традиційна страва белізької кухні. Це обсмажені у фритюрі шматки тіста, які подають на сніданок і які можуть мати форму кіл або трикутників.

## Загальні відомості
Фрай-джек не унікальний для Белізу. У різних країнах світу використовуються різні назви, у тому числі бене в Новому Орлеані, США, сопапілья в Мексиці і на південному заході США, або просто «смажене тісто».
Приготування починається з борошна та інших інгредієнтів, зазвичай включаючи розпушувач, сіль, олію та воду. Потім суміш готують на сковороді. Підготовка включає створення тіста, а потім потрібно дати йому час для вистоювання або щоб воно піднялося. Як тільки тісто піднялося, його розкочують, а потім нарізають смужками або шматочками. Після того, як вони обсмажені в олії, вони можуть бути покриті такими інгредієнтами, як джем, боби або сир.

## Див також
- Бісквіт
- Панкейк